# Marin Dragnea
Marin Dragnea (Slobozia Moară, 1º gennaio 1956) è un allenatore di calcio ed ex calciatore rumeno.

## Carriera

### Club
Dopo aver esordito in prima divisione rumena con il Farul Constanța, fa ritorno alla Dinamo Bucarest (nella cui rosa era presente già nell'annata 1975-1976, senza però disputare alcun match) di cui diviene una delle colonne: vi gioca ben 10 stagioni, conquistando 3 scudetti e 3 Coppe di Romania. Nel 1986 approda al Flacăra Moreni rimanendovi fino al 1990, prima di concludere la carriera nel Rapid Bucarest nella stagione 1990-1991.
In totale ha disputato 405 gare nella massima divisione rumena con 85 reti all'attivo

### Nazionale
Ha giocato 5 partite con la Nazionale rumena, partecipando tra l'altro agli Europei francesi del 1984.

### Allenatore
Dal 2010 è allenatore dell'ACS Berceni, squadra rumena di terza divisione.

## Palmarès
- Campionato rumeno: 3

Dinamo Bucarest: 1981-1982, 1982-1983, 1983-1984
- Coppa di Romania: 3

Dinamo Bucarest: 1981-1982, 1983-1984, 1985-1986